# Гаре (Іран)
Гаре (перс. هاره) — село в Ірані, у дегестані Бала-Ларіджан, у бахші Ларіджан, шагрестані Амоль остану Мазендеран. За даними перепису 2006 року, його населення становило 163 особи, що проживали у складі 51 сім'ї.

## Клімат
Середня річна температура становить 5,80 °C, середня максимальна – 21,91 °C, а середня мінімальна – -10,64 °C. Середня річна кількість опадів – 207 мм.
| Клімат поселення                              | Клімат поселення | Клімат поселення | Клімат поселення | Клімат поселення | Клімат поселення | Клімат поселення | Клімат поселення | Клімат поселення | Клімат поселення | Клімат поселення | Клімат поселення | Клімат поселення | Клімат поселення |
| Показник                                      | Січ.             | Лют.             | Бер.             | Квіт.            | Трав.            | Черв.            | Лип.             | Серп.            | Вер.             | Жовт.            | Лист.            | Груд.            |                  |
| Середній максимум, °C                         | −1,9             | −1,24            | 2,75             | 9,95             | 14,71            | 18,54            | 21,91            | 21,29            | 17,70            | 12,04            | 6,27             | 1,36             |                  |
| Середня температура, °C                       | −6,28            | −5,62            | −1,62            | 5,58             | 10,33            | 14,17            | 17,31            | 16,69            | 13,10            | 7,43             | 1,67             | −3,23            |                  |
| Середній мінімум, °C                          | −10,64           | −10              | −5,98            | 1,22             | 5,96             | 9,80             | 12,73            | 12,10            | 8,51             | 2,84             | −2,93            | −7,82            |                  |
| Норма опадів, мм                              | 21               | 25               | 40               | 32               | 28               | 8                | 6                | 3                | 2                | 11               | 14               | 17               |                  |
| Середньомісячна швидкість вітру, м/с          | 1.20             | 1.91             | 2.61             | 2.67             | 2.44             | 2.07             | 1.98             | 1.85             | 1.84             | 1.84             | 1.70             | 1.33             |                  |
| Середньомісячна сонячна радіація, кДж/м²·день | 9474             | 12106            | 14579            | 17919            | 21676            | 25458            | 25313            | 23356            | 20089            | 14845            | 10944            | 8966             |                  |
| --------------------------------------------- | ---------------- | ---------------- | ---------------- | ---------------- | ---------------- | ---------------- | ---------------- | ---------------- | ---------------- | ---------------- | ---------------- | ---------------- | ---------------- |
| Джерело:                                      |                  |                  |                  |                  |                  |                  |                  |                  |                  |                  |                  |                  |                  |